# Chaetophiloscia kinzelbachi
Chaetophiloscia kinzelbachi är en kräftdjursart som beskrevs av Helmut Schmalfuss 1986. Chaetophiloscia kinzelbachi ingår i släktet Chaetophiloscia och familjen Philosciidae. Inga underarter finns listade i Catalogue of Life.